# Międzynarodowy Dzień Rodzin
Międzynarodowy Dzień Rodzin – święto obchodzone 15 maja, ustanowione przez Zgromadzenie Ogólne ONZ 20 września 1993 (rezolucja nr 47/237). 
Celem obchodów jest pogłębienie świadomości społeczeństwa na temat problemów rodziny.
We Francji święto obchodzone jest 6 stycznia, jako Święto Rodziny i jest odpowiednikiem  Międzynarodowego Dnia Dziecka obchodzonego w Polsce 1 czerwca.